# جاك بيكنل جونيور
جاك بيكنل جونيور (بالإنجليزية: Jack Bicknell, Jr.)‏ هو لاعب كرة قدم أمريكية أمريكي، ولد في 7 فبراير 1963 في نورث بلينفيلد في الولايات المتحدة.